# 제66육전여단
육전 제66여단(중국어 정체자: 中華民國海軍陸戰隊陸戰六六旅, 한자음: 중화민국 해군 육전대 육전 제66려, 영어: ROCMC 66th Marine Brigade)은 타오위안시 구이산구에 본부를 두고 있는 중화민국 해군육전대의 2개 양서작전여단 중의 하나이다.

## 역사
1998년 8월, 국방부가 精實案, 정위안을 집행하여, 국군의 전략을 공격에서 방어로 바꿈에 따라 제1육전사단이 육전여단으로 감편되었다.
2005년 4월 29일, 국방부의 精進案, 정진안에 따라 타오위안현 구이산향 下湖西營區으로 건너가 육전 제66여단으로 개명되었다.
2017년 4월, 보병 제3대대가 타이베이시 베이터우구 復興崗營區로 이사하였다.

## 산하부대

### 직할부대
- 여단 본부중대
- 통신중대
- 공병중대
- 화학병중대
- 위생중대
- 방공미사일중대

### 하속부대
- 보병 제1대대 (지원중대+보병중대×3)
- 보병 제2대대 (지원중대+보병중대×3)
- 보병 제3대대 (지원중대+보병중대×3)
- 전차대대 (대대 본부중대+전차중대×3)
- 포병대대 (대대 본부중대+포병중대×3)

### 배치부대
- 등륙전차대대 운수중대×2

## 계보
- 1955년 1월, 陸戰第一師, 육전 제1사
- 1975년, 陸戰隊第三十六師, 육전대 제3십6사
- 1976년 8월, 陸戰隊第六十六師, 육전대 제6십6사
- 1998년 8월, 陸戰隊陸戰旅, 육전대 육전려
- 2005년 4월 29일, 陸戰第六六旅, 육전 제66려

## 같이 보기
- 육전 제77여단
- 육전 제99여단